# Getahun Fanta Shikune
Getahun Fanta Shikune CM (* 25. Februar 1973 in Aleku Sassi, West-Wollega) ist ein äthiopischer römisch-katholischer Ordensgeistlicher und Apostolischer Vikar von Nekemte.

## Leben
Getahun Fanta Shikune erwarb einen Master in Human Resources an der DePaul University in Chicago. Er trat der Ordensgemeinschaft der Lazaristen bei und studierte Philosophie und Theologie am St. Francis Capuchin Institute of Philosophy and Theology in Addis Abeba. Am 1. Juli 2001 empfing er das Sakrament der Priesterweihe.
Neben Aufgaben in der Pfarrseelsorge war er Rektor des Priesterseminars seiner Ordensgemeinschaft. Von 2010 bis 2016 war er für zwei Amtsperioden Provinzial der äthiopischen Lazaristen. Vor seiner Ernennung zum Bischof war er zuletzt Schulleiter der Lazaristenschule in Addis Abeba und Spiritual für die Ordensgemeinschaft der Töchter der Nächstenliebe in Äthiopien.
Papst Franziskus ernannte ihn am 16. Juli 2024 zum Apostolischen Vikar von Nekemte. Der Erzbischof von Addis Abeba, Berhaneyesus Demerew Kardinal Souraphiel CM, spendete ihm am 22. September desselben Jahres in der Kathedrale von Nekemte die Bischofsweihe. Mitkonsekratoren waren sein Vorgänger, der Bischof von Balasore, Varghese Thottamkara CM, und der Apostolische Vikar von Hosanna, Seyoum Franso Noel.